# 神戸分左衛門
神戸 分左衛門（かんど ぶんざえもん、? - 正徳2年11月20日（1712年12月18日））は、江戸時代前期から中期にかけての商人 。

## 経歴・人物
尾張国丹羽郡犬山の神戸弥兵衛の次男。寛文9年（1669年）犬山屋の号で名古屋に材木商を開業。藩の保護のもと経営を拡大し、江戸にも出店した。晩年は新田開発に励む。宝永4年（1707年）より本家や井筒屋平兵衛らと共に海西郡十四山村の大宝前新田の開発に着手し、堤防決壊などの困難を乗り越え、これを完成させた。